# Nursultan Nasarbajew

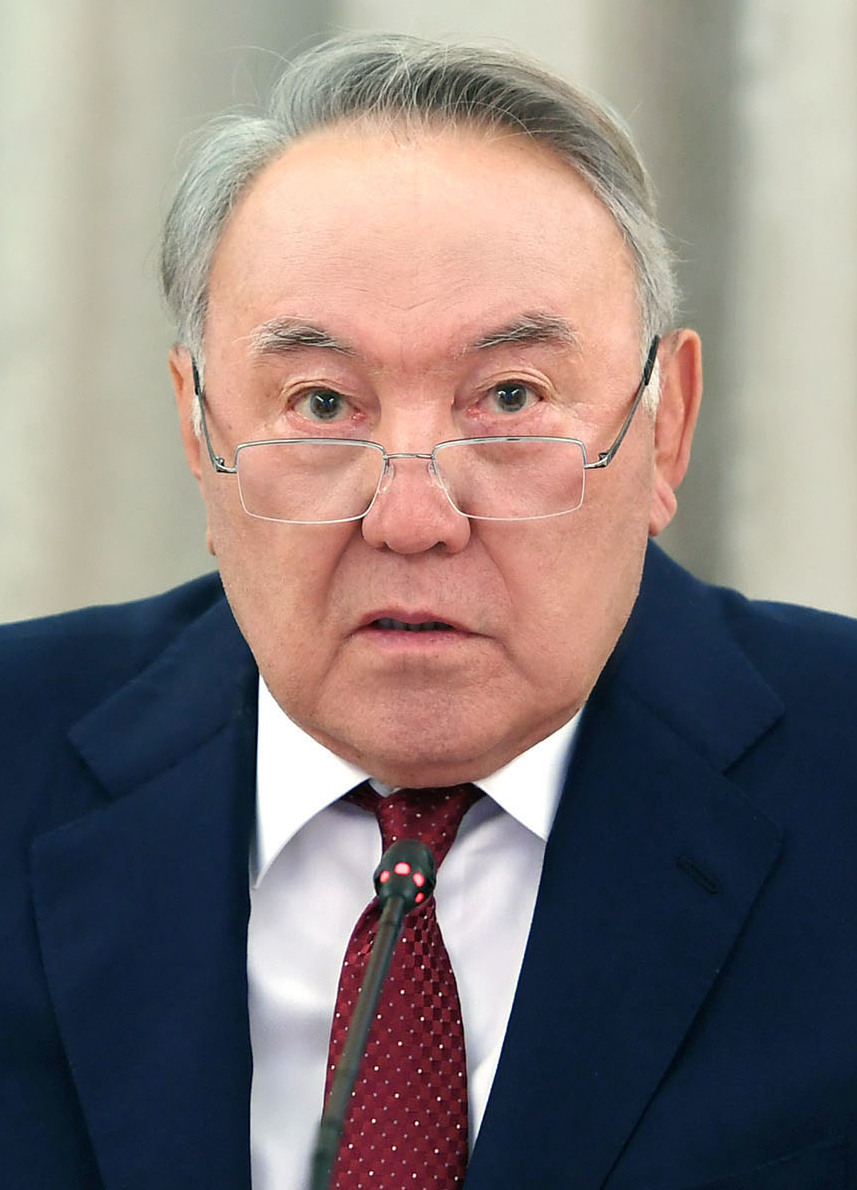
Nursultan Nasarbajew (2021)

Nursultan Äbischuly Nasarbajew (kasachisch Нұрсұлтан Әбішұлы Назарбаев Nūrsūltan Äbışūly Nazarbaev; russisch Нурсултан Абишевич Назарбаев/Nursultan Abischewitsch Nasarbajew; * 6. Juli 1940 in Tschemolgan, Kasachische SSR, Sowjetunion) ist ein kasachischer Politiker und war von 1990 bis 2019 der Präsident Kasachstans. Danach war er bis November 2021 weiterhin Vorsitzender der Partei Nur Otan und bis Januar 2022 Chef des Sicherheitsrats und als „Führer der Nation“ (kasachisch Елбасы/Elbasy) weiterhin die mächtigste Person des Landes. Am 5. Januar 2022 gab Präsident Qassym-Schomart Toqajew bekannt, Nasarbajew trete als Chef des Sicherheitsrates zurück. Zuvor hatten Unruhen in vielen Städten begonnen, ausgelöst durch gestiegene Preise und Folgen der COVID-19-Pandemie in Kasachstan.

## Leben
Nasarbajew war von 1984 bis 1989 zunächst Vorsitzender des Ministerrats der Kasachischen SSR und vom 22. Juni 1989 bis zum 28. August 1991 Generalsekretär der Kommunistischen Partei der Kasachischen SSR. Er war ursprünglich vom sowjetischen Staats- und Parteichef Gorbatschow als Vizepräsident vorgesehen.
Er wurde am 24. April 1990 durch das Parlament der Kasachischen SSR (den Obersten Sowjet) zum Präsidenten der Sowjetrepublik gewählt. Nach dem Zerfall der Sowjetunion ließ sich Nasarbajew im nunmehr unabhängigen Kasachstan in einer Wahl am 1. Dezember 1991, bei der es keinen Gegenkandidaten gab, für fünf Jahre in seinem Amt bestätigen. In einem Referendum am 29. April 1995, bei dem sich 95 Prozent der Wähler für eine Verlängerung der Amtszeit Nasarbajews bis ins Jahr 2000 aussprachen, ließ er seine Amtszeit ohne Wahl für weitere fünf Jahre verlängern. Die Machtbefugnisse des Präsidenten wurden durch die neue kasachische Verfassung vom September 1995 zuungunsten des Parlaments erweitert. Dieses verlängerte im Herbst 1998 die Amtszeit des Präsidenten von fünf auf sieben Jahre. Die erste siebenjährige Präsidentschaft trat Nasarbajew im Januar 1999 an, nachdem sich in einer wiederum vorgezogenen Präsidentschaftswahl mehr als 80 Prozent für den Amtsinhaber ausgesprochen hatten. Bei der Wiederwahl im Dezember 2005 erreichte er 91 Prozent der Stimmen.
Seit 2007 und einer weiteren, vom Parlament beschlossenen Verfassungsänderung gab es keine Beschränkung der Anzahl der Amtszeiten eines Präsidenten. Die Amtszeit allerdings wurde wieder von sieben auf fünf Jahre reduziert. Das Parlament ernannte ihn zudem im Sommer 2010 zum „Führer der Nation“ (kasachisch Елбасы/Elbasy) und gewährte ihm und seinen nächsten Angehörigen lebenslange Immunität vor Strafverfolgung. Im Januar 2011 beschloss das Parlament, eine Volksabstimmung über die Verlängerung von Nasarbajews Amtszeit bis ins Jahr 2020 abzuhalten – die Präsidentschaftswahlen 2012 und 2017 wären demnach hinfällig geworden. Der Verfassungsrat sah darin jedoch einen Verfassungsbruch, worauf Nasarbajew – „um demokratische Grundsätze zu berücksichtigen“ – vorgezogene Präsidentschaftswahlen ankündigte. Die Präsidentschaftswahl fand am 3. April 2011 statt. Nasarbajew wurde mit 95,5 Prozent der Stimmen im Amt bestätigt. Die Organisation für Sicherheit und Zusammenarbeit in Europa (OSZE) erklärte, es seien bei der Wahl „gravierende Unregelmäßigkeiten“ zu beobachten gewesen.

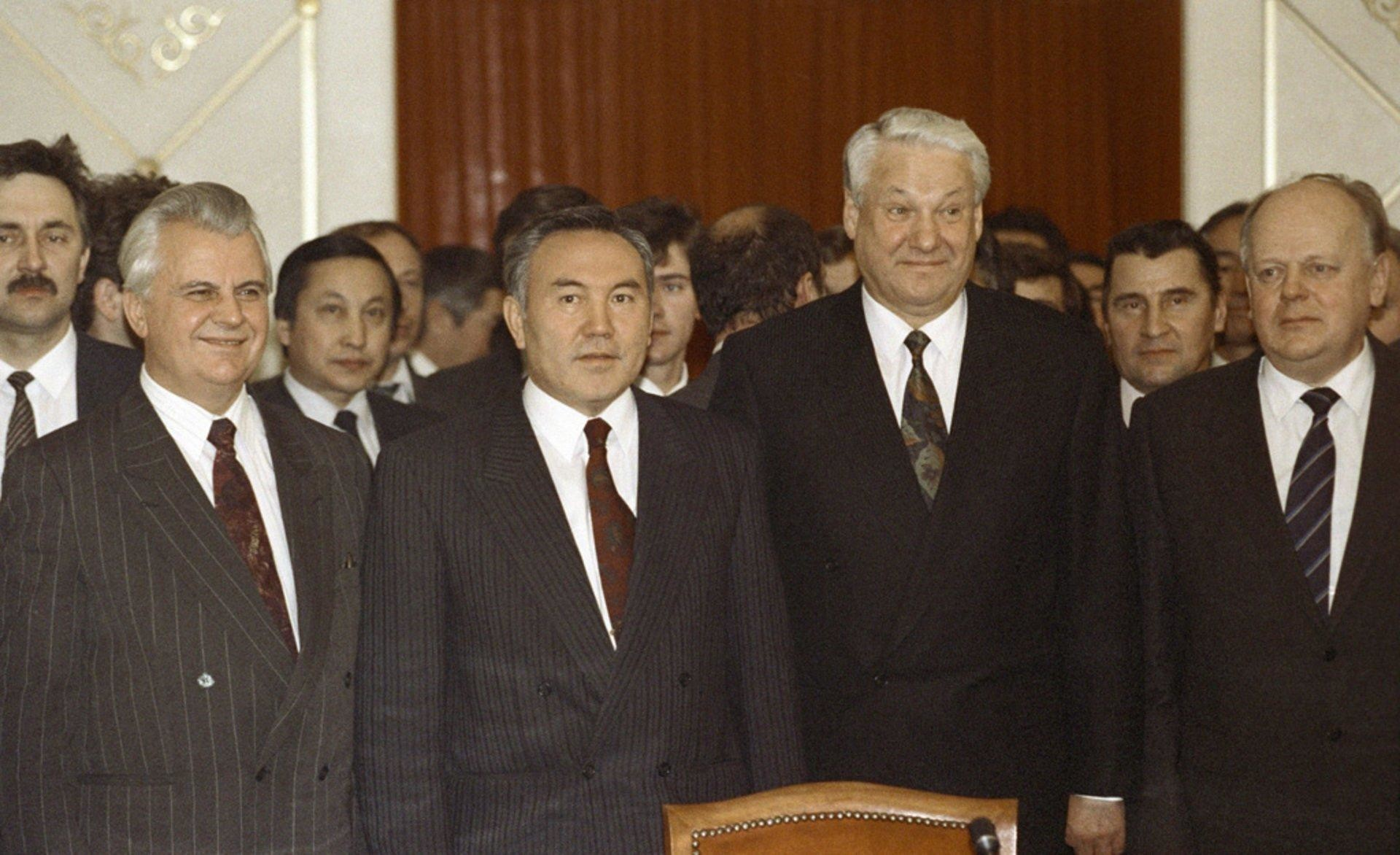
Nasarbajew (vordere Reihe, zweiter von links) bei der Unterzeichnung der Erklärung von Alma-Ata (1991)

Bei der Parlamentswahl im Januar 2012 erreichte Nasarbajews Partei 80,74 Prozent der Stimmen. Erstmals zogen mit der staatstreuen Wirtschafts- und Unternehmerpartei Ak Schol und der Kommunistischen Volkspartei Kasachstans weitere Parteien ins Parlament ein. Im Vorfeld hatte die Regierung angekündigt, die demokratischen Prozesse in Kasachstan stärken und die Wahlen nach internationalen Standards abhalten zu wollen. OSZE-Beobachter kritisierten jedoch die Wahl. Es seien Fälle von Betrug festgestellt worden. Ebenfalls seien mehrere Oppositionsparteien und -politiker von der Wahl ausgeschlossen gewesen. Am 1. Dezember 2012 wurde erstmals der neu eingeführte, alljährlich wiederkehrende Feiertag „Tag des ersten Präsidenten“ zu Nasarbajews Ehren abgehalten. Seit 2012 besteht das Nasarbajew-Zentrum.
In westlichen Medien wurde von einer Ausweitung des Personenkultes um den Präsidenten gesprochen. Mit 97,7 Prozent der Stimmen gewann Nasarbajew die Präsidentschaftswahlen im April 2015. Das Rekordergebnis wurde von kasachischen Medien als „Sensationswahl“ gefeiert. Bei den vorgezogenen Parlamentswahlen im März 2016 ging Nasarbajews Partei Nur Otan mit mehr als 80 Prozent der Stimmen erneut als klarer Sieger hervor.
Nasarbajew versuchte in seiner Außenpolitik den Ausgleich zwischen Zusammenarbeit mit dem Westen bei gleichzeitiger Pflege guter Beziehungen mit Russland. Vom Westen wurde er hofiert, weil Kasachstan über große Gas- und Erdölvorräte verfügt. Amerikanische Firmen konnten so Konzessionen für große Ölfelder in Kasachstan erwerben. In der Innenpolitik schaffte er es unter Berücksichtigung der Claninteressen, den Ressourcenreichtum in steigenden Wohlstand zumindest in den Städten umzuwandeln. Politische Reformen wurden jedoch vernachlässigt, und von den Gas- und Ölressourcen profitierte nur eine schmale Elite. Gegen Oppositionelle und politische Gegner ging das Regime mit repressiven Methoden vor, die Medien waren weitgehend gleichgeschaltet und wurden großteils von der Präsidententochter Dariga Nasarbajewa kontrolliert.
Unter seiner Initiative wurde die Hauptstadt Kasachstans von Almaty nach Astana verlegt.  Am 19. März 2019 kündigte er seinen Rücktritt an, nachdem er am 21. Februar 2019 die seit 2016 amtierende Regierung wegen schlechter Wirtschaftsdaten entlassen hatte. Als sein Nachfolger wurde am 20. März 2019 der bisherige Präsident des kasachischen Senats, Qassym-Schomart Toqajew, vereidigt. Danach war er bis zum 5. Januar 2022 Vorsitzender des Sicherheitsrates Kasachstans. In dieser Rolle verfügte Nasarbajew über ein Vetorecht bei Ernennungen zu wichtigen Ämtern im Land. Zudem ist in der Verfassung des Landes seine Position als „Führer der Nation“ (kasachisch Елбасы/Elbasy) verankert.
Nasarbajew ist mit Sara Nasarbajewa verheiratet und hat mit dieser drei Töchter. Er ist sunnitisch-islamischer Konfession. Das Vermögen des Nasarbajew-Clans wurde 2010 auf sieben Milliarden US-Dollar geschätzt.

## Politische Positionen

### Außenpolitik

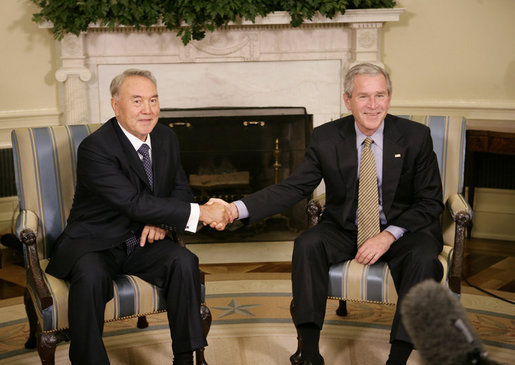
Nasarbajew mit George W. Bush, 2006

Eine der ersten Entscheidungen Nasarbajews als Präsident war die Schließung des Atomtestgeländes in Semipalatinsk. Auf Drängen der USA und Russlands gaben die Ukraine und Kasachstan ihr Nukleararsenal an Russland und erhielten im Gegenzug Sicherheitsgarantien (Budapester Memorandum 1994).
In den 1990er Jahren erklärte der Präsident den multivektoralen Charakter der kasachischen Außenpolitik, d. h. die Entwicklung freundschaftlicher Beziehungen zu allen Ländern, die im Weltgeschehen eine wichtige Rolle spielen. Während seiner Präsidentschaft hat Kasachstan diplomatische Beziehungen zu 130 Ländern aufgenommen. Im Rahmen der regionalen Integration konzentrierte sich Nasarbajew auf die Wiederbelebung der Handels- und Wirtschaftsbeziehungen zwischen den ehemaligen Sowjetrepubliken. Er förderte 1996 die Gründung der Gemeinschaft Integrierter Staaten, 2000 die Gründung der Eurasischen Wirtschaftsgemeinschaft und 2015 die Gründung der Eurasischen Wirtschaftsunion, die die Eurasische Wirtschaftsgemeinschaft ablöste.
Kasachstan hat sich aktiv an den Aktivitäten internationaler Organisationen beteiligt. Kasachstan hatte 2010 den Vorsitz in der OSZE und 2011 in der Organisation für Islamische Zusammenarbeit inne. Von Anfang an beteiligte sie sich aktiv an der Arbeit der Shanghaier Organisation für Zusammenarbeit und hatte 2010–2011 deren Vorsitz inne. Im Jahr 2016 wurde das Land zum nicht-ständigen Mitglied des UN-Sicherheitsrats für 2017–2018 gewählt.
Im Jahr 2015 organisierte die Nursultan-Nasarbajew-Stiftung die internationale Diskussionsplattform Astana Club, die jedes Jahr Politiker, Diplomaten und Experten aus Denkfabriken in den USA, Russland, China, Europa, dem Nahen Osten und Asien zusammenbringt, um globale Trends zu diskutieren und Lösungen für Probleme zu finden, die die ganze Welt und die eurasische Region betreffen.
Nasarbajew fungierte als Friedensvermittler während des Bergkarabach-Konflikts 1987, der Ukraine-Krise 2014, des Astana-Prozesses zu Syrien und anderer internationaler Konflikte.
Im Jahr 2017 fand in Astana die Weltausstellung EXPO 2017 statt, an der 112 Länder teilnahmen und die sich mit dem Thema alternative Energie befasste. Nach der Ausstellung wurde auf dem Gelände das Astana International Financial Centre eröffnet.

### Sozioökonomische Entwicklung

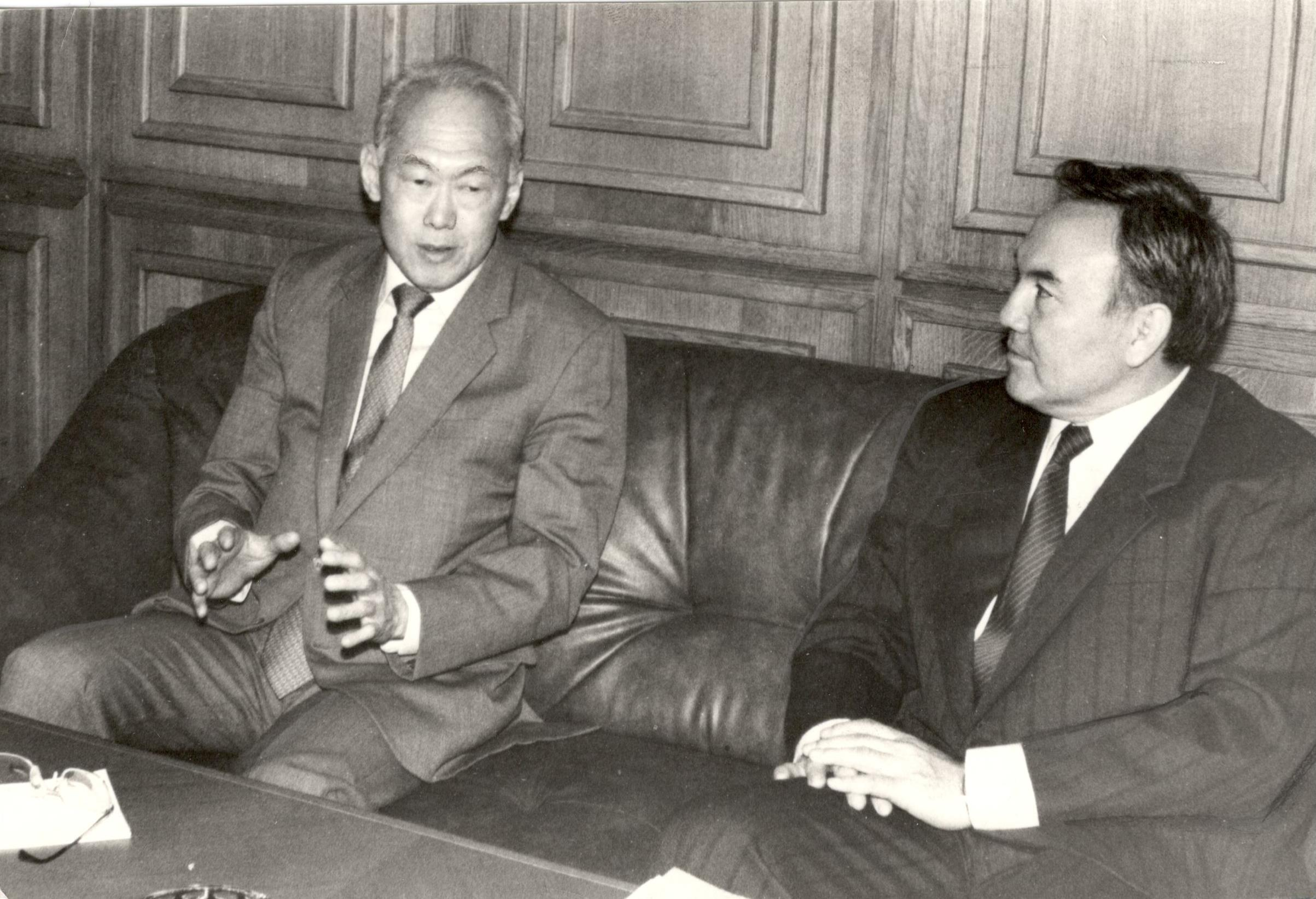
Nasarbajew und Lee Kuan Yew treffen sich

Nasarbajew war ein aktiver Befürworter der Verlegung der Hauptstadt von Almaty nach Akmola, das heutige Astana. Am 15. September 1995 unterzeichnete er ein Dekret „Über die Hauptstadt der Republik Kasachstan“, in dem er die Einsetzung einer staatlichen Kommission anordnete, die die Verlegung der obersten und zentralen Behörden in die Stadt Akmola organisieren sollte. Im Dezember 2012 wurde ein Programm für die Entwicklung Kasachstans bis 2050 ausgearbeitet, mit dem Ziel um eines der 30 am weitesten entwickelten Länder zu werden.
Als Reaktion auf die 2008 einsetzende Weltwirtschaftskrise initiierte Nasarbajew Nurly Zhol, die neue Wirtschaftspolitik Kasachstans. Das Anti-Krisen-Programm konzentrierte sich auf fünf Hauptbereiche: Stabilisierung des Finanzsektors, Lösung der Probleme auf dem Immobilienmarkt, Unterstützung kleiner und mittlerer Unternehmen, Stimulierung des agro-industriellen Komplexes und Umsetzung von Industrie- und Infrastrukturprojekten. Eine der wichtigsten Aufgaben des Anti-Krisen-Programms war der soziale Schutz der Bevölkerung, einschließlich der Eindämmung der Inflation und des Preisanstiegs bei Grundnahrungsmitteln, der Anhebung der Löhne und Gehälter der Beschäftigten im öffentlichen Dienst, der Verbesserung der sozialen Absicherung sozial schwacher Gruppen: Rentner, Behinderte, Waisen, durch Erhöhung der Alters- und Invaliditätsrenten sowie der Hinterbliebenenleistungen.

### Korruptionsvorwürfe
Nasarbajew sieht sich international Vorwürfen von Korruption gegenüber. Nach Recherchen des New Yorker soll er von James Giffin, einem Mittelsmann US-amerikanischer Ölfirmen, bei der Vergabe von Förderlizenzen 78 Millionen Dollar Schmiergeld erhalten haben. Nasarbajews ehemaliger Schwiegersohn Rachat Älijew, seines Zeichens auch ehemaliger Chef der kasachischen Finanzpolizei, stellvertretender Direktor des kasachischen Geheimdienstes KNB sowie ehemaliger Vizeaußenminister, hatte wiederholt angekündigt, im laufenden Gerichtsprozess („Kazakhgate“) in den Vereinigten Staaten aussagen zu wollen und starb in Haft unter umstrittenen Umständen.
Im Zuge eines US-Rechtshilfebegehrens an die Schweiz wurden 120 Mio. US-Dollar aus Ölgeschäften mit Kasachstan blockiert. Ab September 2010 ermittelte die Schweizer Bundesanwaltschaft unter anderem gegen Nasarbajew und seinen Schwiegersohn Timur Kulibajew wegen des Verdachts auf Geldwäsche.
Der kasachische Journalist Sergei Duwanow wurde aufgrund seiner Recherchen in diesem Fall in einem laut OSZE höchst fragwürdigen Prozess in Kasachstan zu dreieinhalb Jahren Haft verurteilt.

## Ehrungen
- 1997: Orden des Fürsten Jaroslaw des Weisen (I. Klasse)
- 2001: Collane des Päpstlichen Piusordens (Il Collare dell’Ordine Piano)[39]
- 2002: erhob ihn die englische Königin Elisabeth II. zum Knight Commander des Britischen Ritterordens Order of the British Empire (KBE)
- 2010: Orden der Freiheit (Ukraine)[40]
- 2017: Heydər-Əliyev-Orden[41]
- 2019: Titel des Ehrensenators, verliehen vom Senat der Republik Kasachstan
- 2019: die Hauptstadt Kasachstans wurde auf Vorschlag des neuen Präsidenten Qassym-Schomart Toqajew vom Parlament in Nur-Sultan umbenannt (Rückbenennung in Astana im September 2022).
- 2019: Alter Freund des chinesischen Volkes und Erhalt der chinesische Freundschaftsmedaille[42]

## Kultur

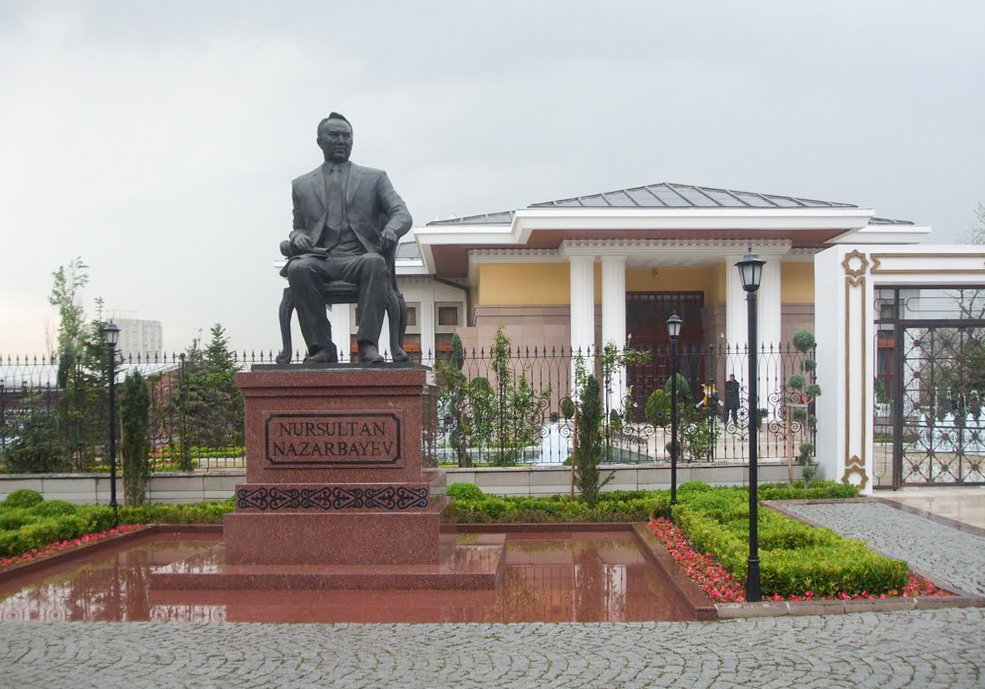
Denkmal für Nursultan Nasarbajew in Ankara

Das Leben von Nursultan Nasarbajew ist das Thema des Filmepos The Leader’s Way. Die ersten vier Filme des Filmepos, Sky of My Childhood (2011), Fiery River (2013), Iron Mountain (2013) und Breaking the Vicious Cycle (2014), die die Geschichte der Kindheit, Jugend und des Heranwachsens des zukünftigen Präsidenten erzählen, wurden von dem kasachischen Regisseur Rustem Abdrashov gedreht. Die Rolle von Nasarbajew wurde von dem jungen Schauspieler Jelzhas Alpijew als Kind und Nurlan Alimschanow als junger Mann gespielt. Die Rolle der Großmutter wurde von Bibigul Tulegenova gespielt, die Rolle der Mutter von Natalia Arinbasarova und die Rolle des Vaters von Nurzhuman Ikhtymbayev. Für die Dreharbeiten zum letzten Film des Epos „So sind die Sterne entstanden“, der den Zeitraum der 90er Jahre abdeckt, der einen Wendepunkt in der Geschichte Kasachstans und des gesamten postsowjetischen Raums darstellt, wurde der russische Regisseur Sergei Snezhkin eingeladen, der Erfahrung mit der Regie komplexer historischer Serien hat.
Seit 2004 wird das staatliche Programm „Мәдени мұра“ (Kulturelles Erbe) umgesetzt, dessen Ziel die Restaurierung historischer und kultureller Denkmäler in Kasachstan ist. Neben den beiden größten Theatern Zentralasiens, der Astana-Oper und dem Astana-Ballett, wurde in der kasachischen Hauptstadt auf Initiative von Nasarbajew die Nationale Akademie für Choreographie eröffnet.
Im Jahr 2017 initiierte der Präsident das Programm Rukhani Zhangyru (spirituelle Modernisierung), um spirituelle Werte zu erhalten. Es wurde ein schrittweiser Übergang der kasachischen Sprache zur lateinischen Schrift geplant, um sie in den globalen Raum zu integrieren. Die Standorte des Projekts „Sakrale Geographie Kasachstans“ wurden zu Zentren der touristischen Entwicklung des Landes. Einhundert moderne Lehrbücher über Geschichte, Politikwissenschaft, Soziologie, Philosophie, Psychologie, Kulturwissenschaften und Philologie wurden ins Kasachische übersetzt.
Im Jahr 2018 erhielt die Stadt Türkistan den Status eines regionalen Zentrums, woraufhin ein groß angelegter Renovierungs- und Entwicklungsprozess für die Stadt begann, die die alte Hauptstadt des kasachischen Khanats ist und oft als „geistige Hauptstadt der türkischen Welt“ bezeichnet wird. An dem Tag, an dem er den Erlass zur Gründung der Provinz Türkistan unterzeichnete, hielt Nasarbajew eine Sitzung ab und forderte die Leiter der nationalen Unternehmen und Vertreter der Großindustrie auf, sich aktiv am Aufbau der Stadt zu beteiligen. Im Jahr 2021 besuchte Nasarbajew die neuen Einrichtungen, die in Türkistan gebaut wurden – den Flughafen, die Karawanserei usw. – und bemerkte, dass Türkistan seit vielen Jahren keinen solchen Aufschwung erlebt hatte.
Im Jahr 2021 wurde der Dokumentarfilm Kazakh: The Story of the Golden Man unter der Regie von Oliver Stone und Igor Lopatenok über Nasarbajews Leben veröffentlicht.

## Weitere Benennungen
Nach Nasarbajew wurden der Pik Nursultan, die Nasarbajew-Universität, das Nasarbajew-Zentrum und der internationale Flughafen Nursultan Nasarbajew benannt. Zeitweise trug auch die Hauptstadt Astana seinen Namen. Toqajew verfügte außerdem, dass Straßen nach Nasarbajew benannt wurden. Damit verfolge er das Ziel, „den Namen unseres großen Zeitgenossen, des Ersten Präsidenten der Republik Kasachstan, Nursultan Nasarbajew, unsterblich zu machen.“ Toqajew vertiefte damit die Verehrung Nasarbajews im Sinne eines Staatskults.

## Publikationen (Auswahl)
- An der Schwelle zum 21. Jahrhundert
- Im Herzen Eurasiens (Kasachische Bibliothek)
- Kasachstans Weg (Kasachische Bibliothek)

## Bilder

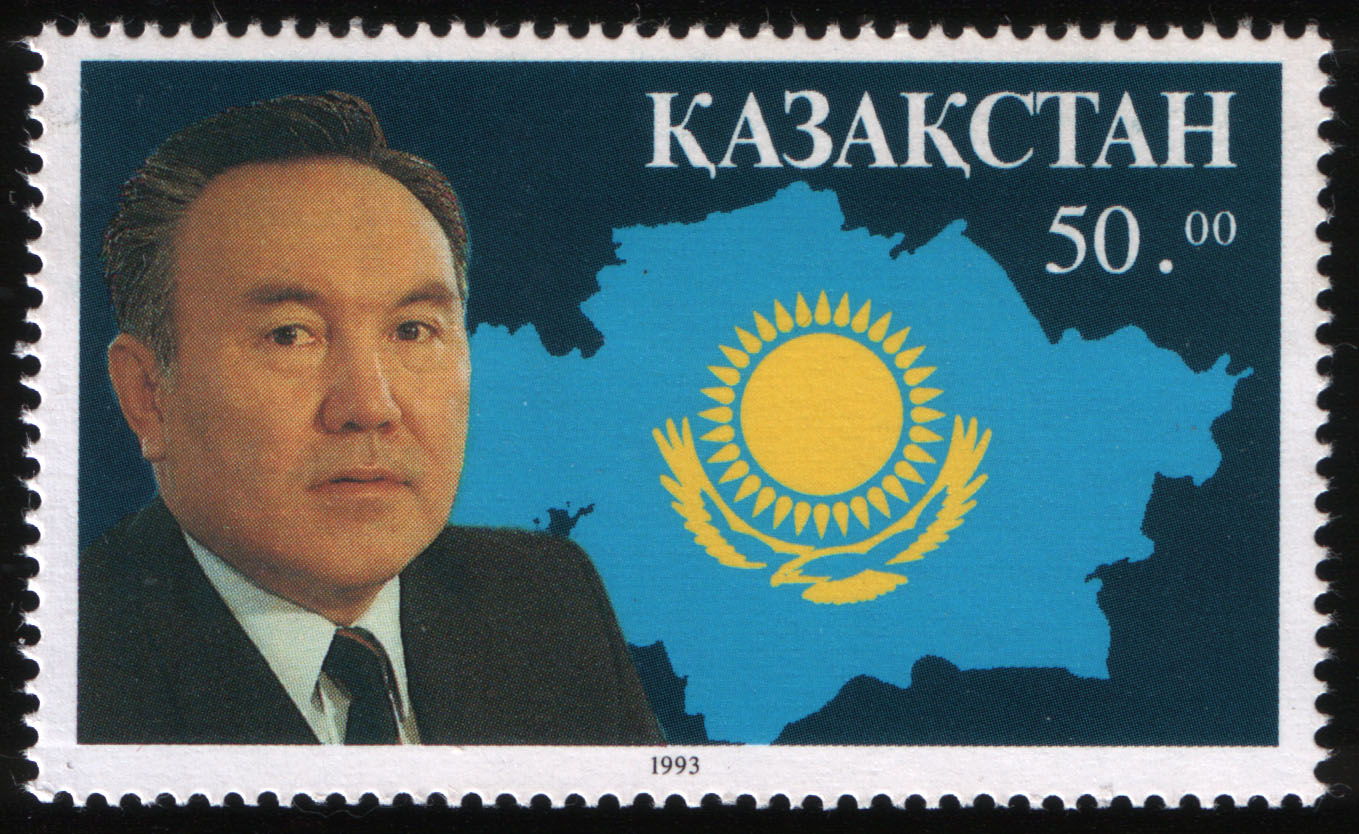
Briefmarke mit Abbildung von Nasarbajew, 1993
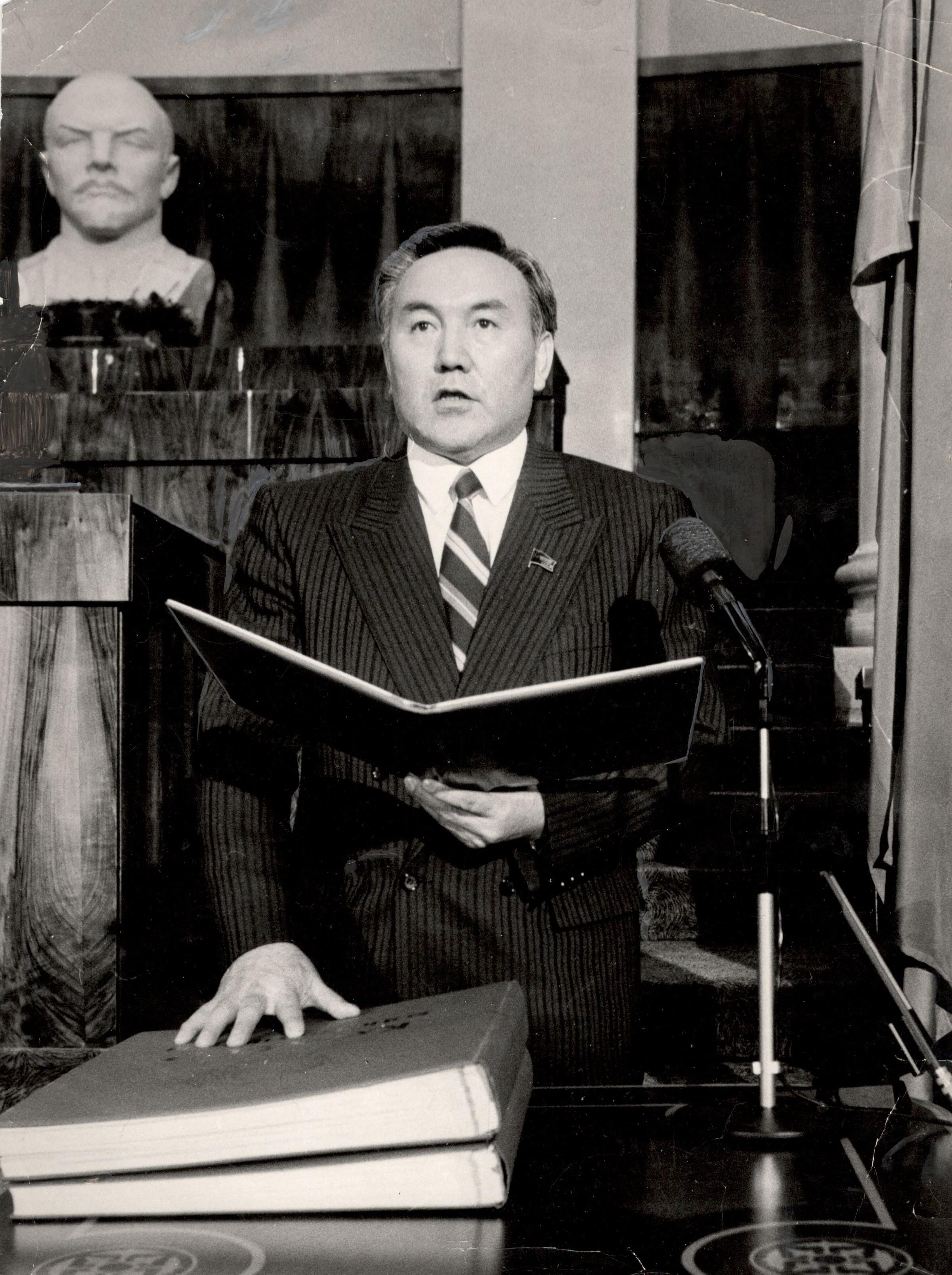
Erste Amtseinführung Nursultan Nasarbajews, Almaty, 1991
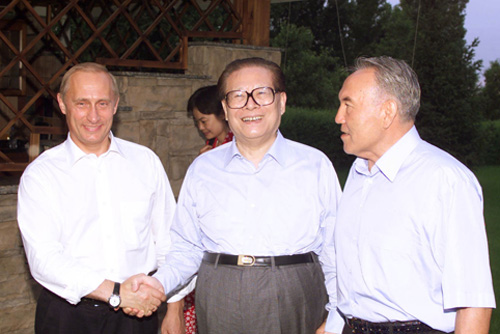
Wladimir Putin, Jiang Zemin und Nasarbajew in Almaty, 2002
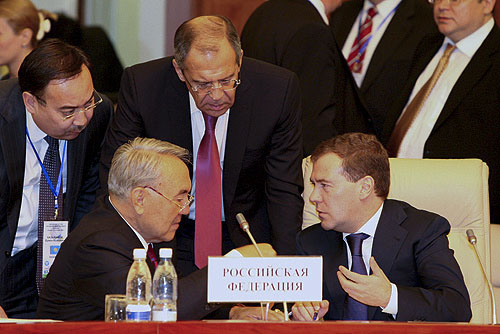
Nasarbajew (links) beim GUS-Gipfeltreffen 2008 mit Dmitri Medwedew (rechts) und Sergei Lawrow (oben)
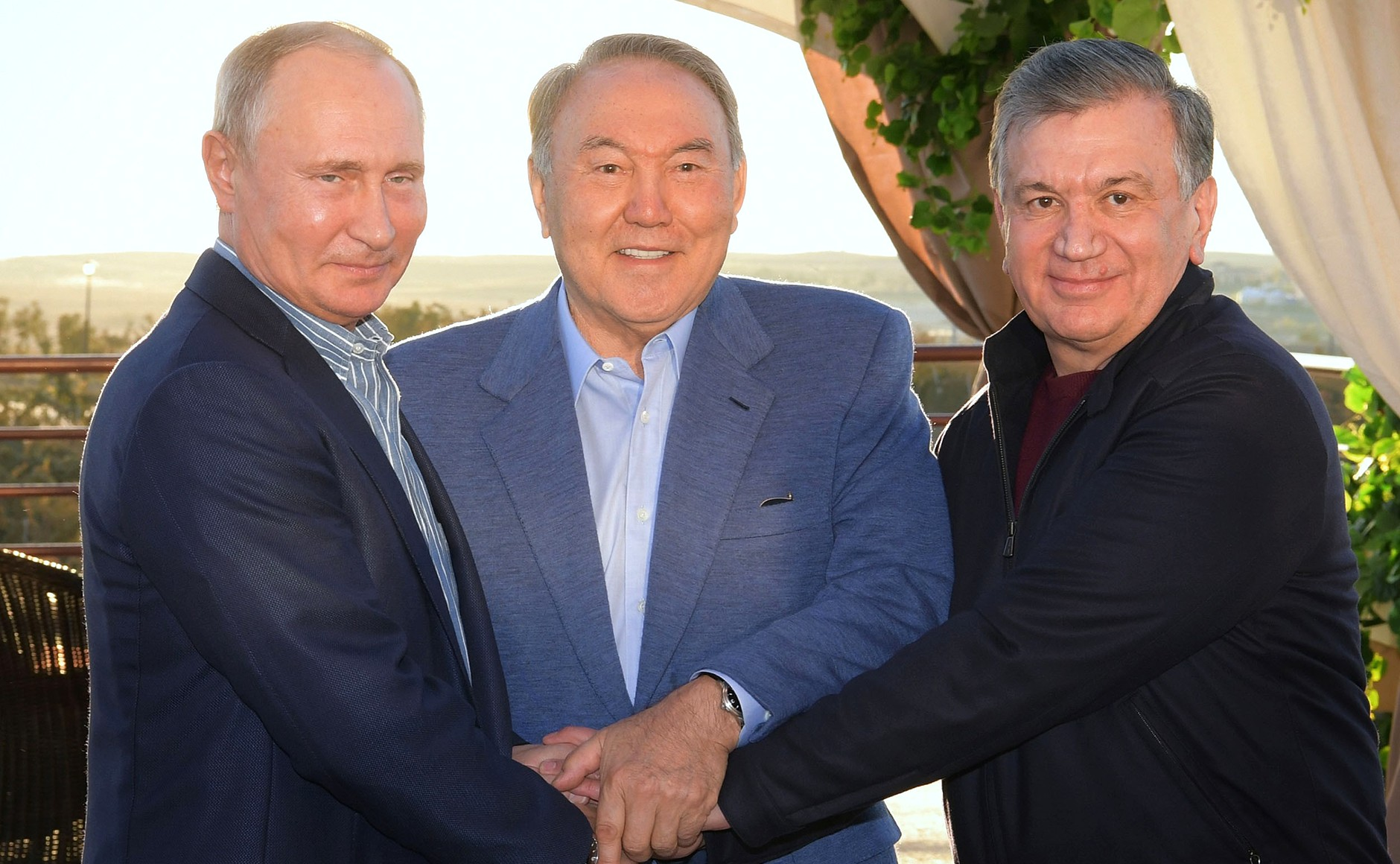
Wladimir Putin (links), Nursultan Nasarbajew und Shavkat Mirziyoyev (rechts), 2018
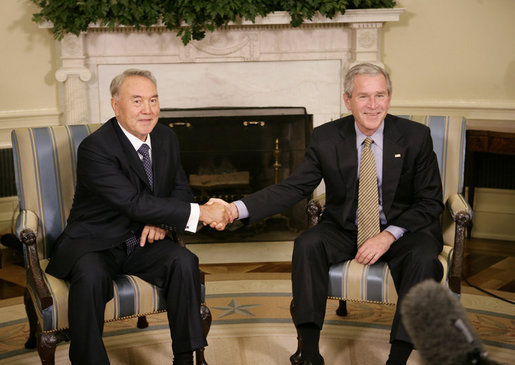
Nursultan Nasarbajew mit George W. Bush (rechts), 2006
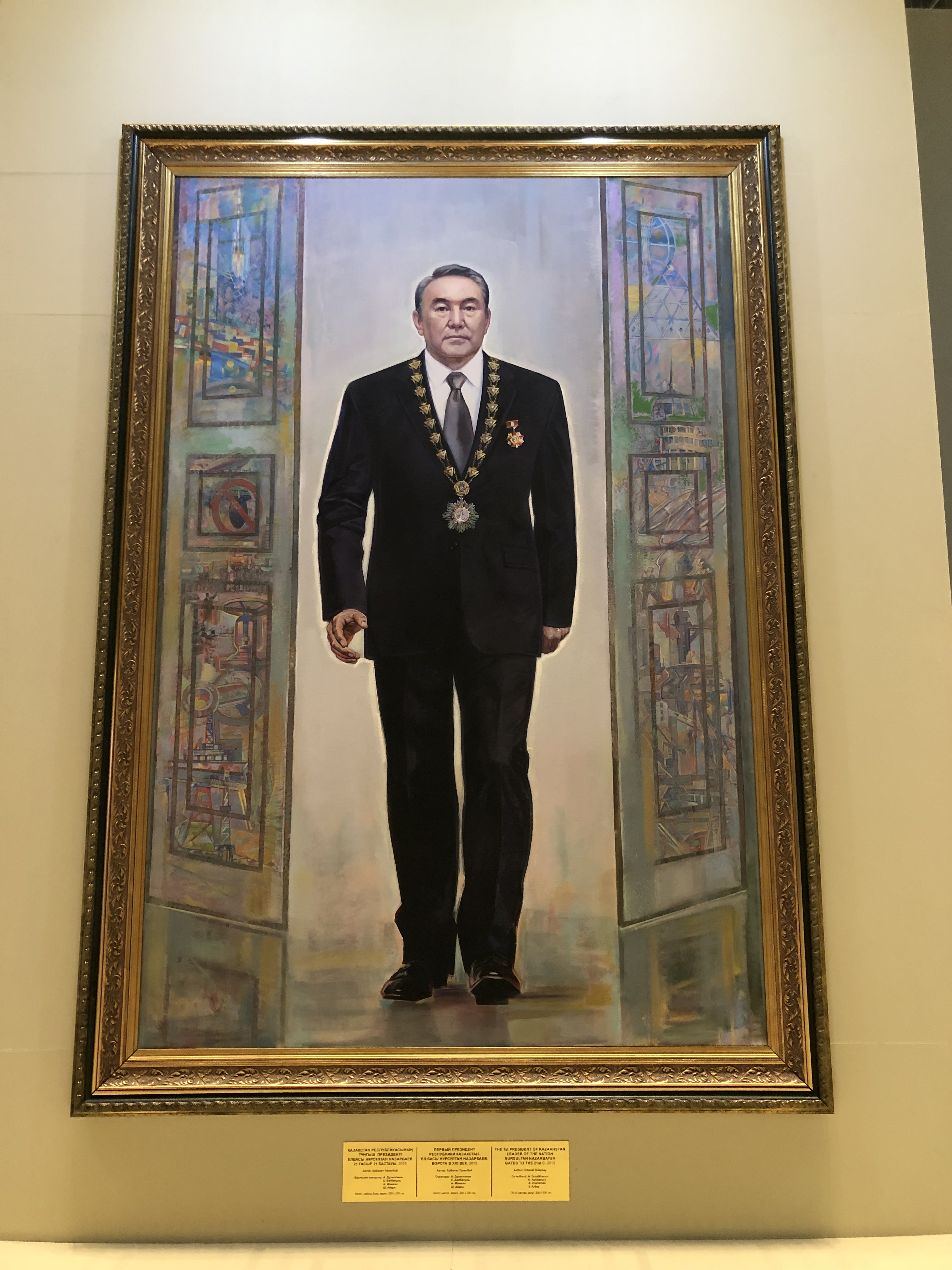
Porträt von Nasarbajew im Nationalmuseum der Republik Kasachstan
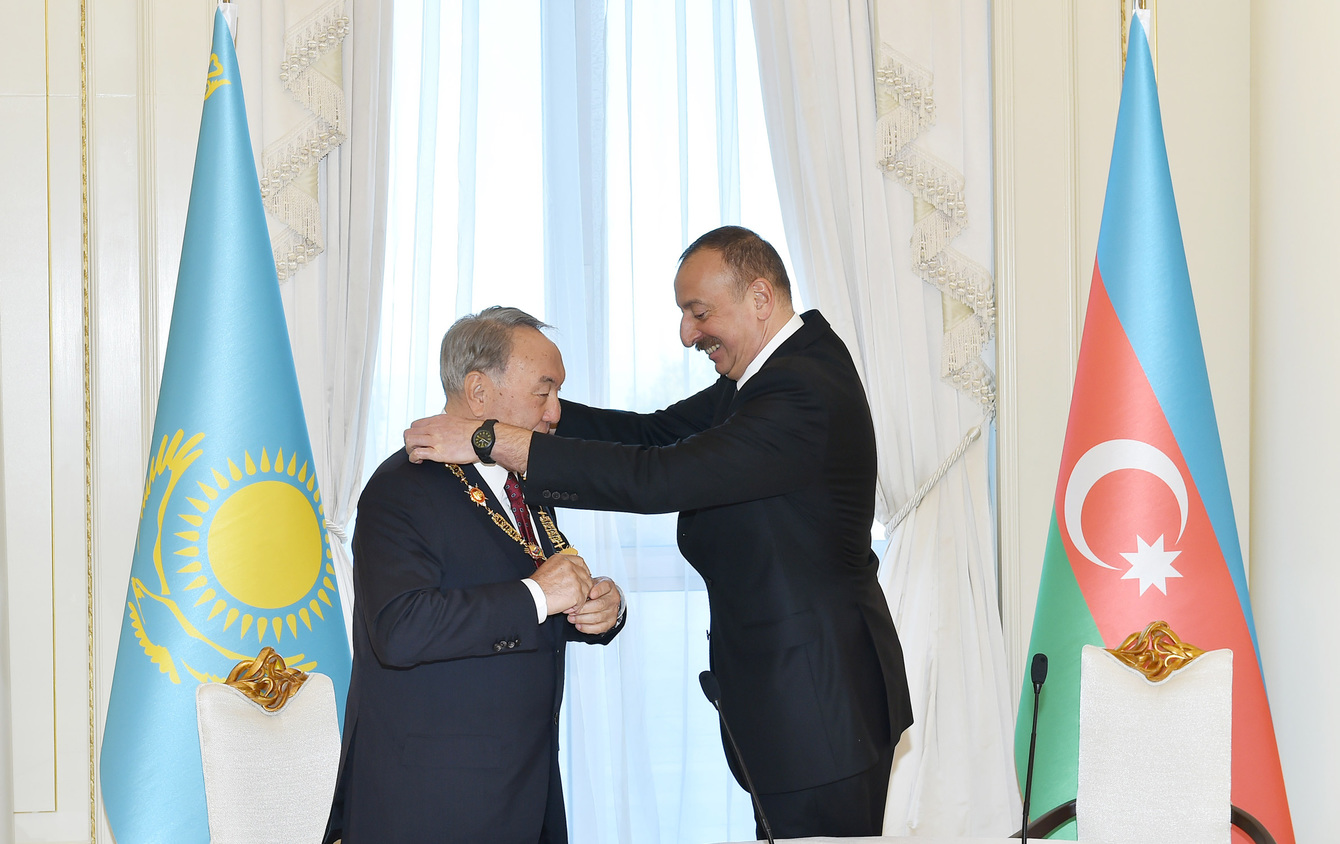
Nursultan Nasarbajew wird von İlham Əliyev mit dem Heydər-Əliyev-Orden ausgezeichnet, 2017